# Теософія

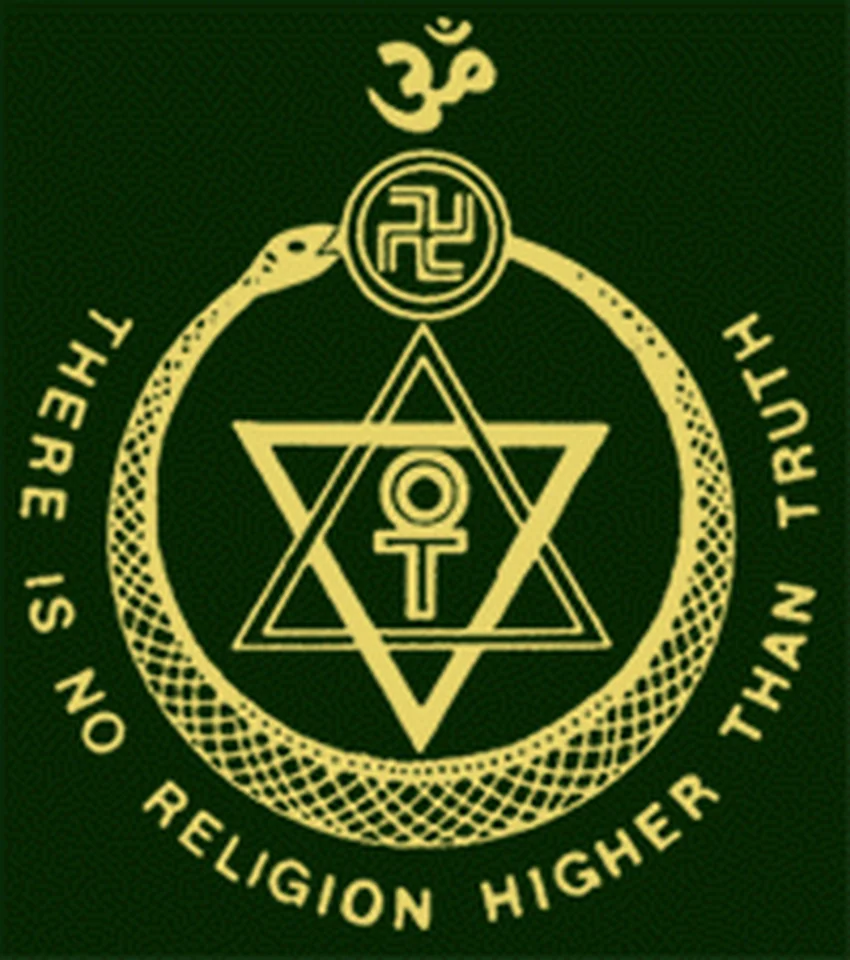
Емблема Міжнародного Теософічного товариства. Напис на емблемі: «Немає релігії вищої від істини»

Теософія (д.-грецьк. θεοσοφία) — сукупність різних релігійно-філософських містичних та окультичних вчень та практик; так звана «божественна» та «релігійна мудрість», джерелом якого вважається містична інтуїція.
Основи теософії були закладені Якобом Беме, Еммануїлом Сведенборгом та іншими філософами. Засновником сучасної філософської теософії в Європі вважається Рудольф Штайнер. В Росії як засновника окультистської теософської школи шанують Олену Блаватську. За її ініціативою у 1875 р. у Нью-Йорку засноване Теософське товариство, яке незабаром переїхало у Індію. На теренах Російської імперії теософської практики не було.

## З історії термінології

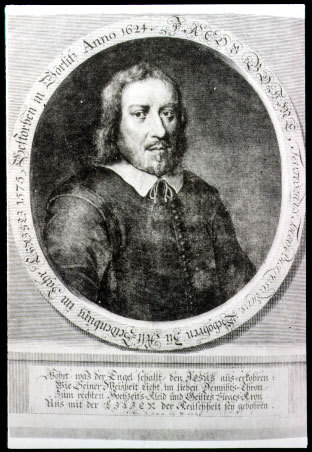
Якоб Беме — німецький філософ (портрет 1730)

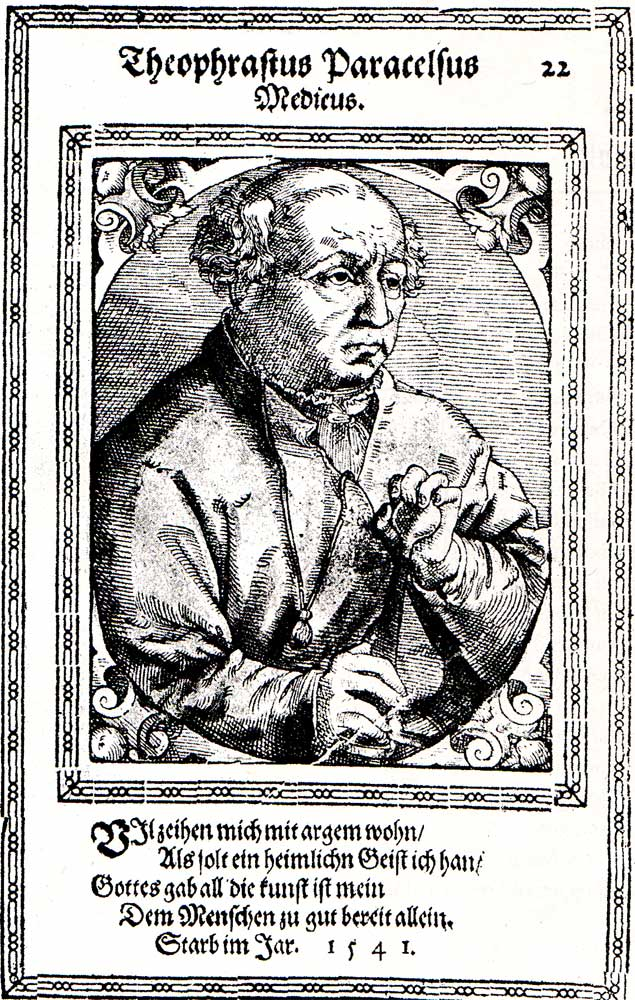
Парацельс — знаменитий лікар і алхімік XVI ст.

Термін «теософія» відомий з другого століття н. е., коли його стали вживати неоплатоніки: Аммоній Саккас та його учні, що створили філософську систему, головною метою якої було примирити всі релігії, затвердивши єдиний універсальний принцип і загальну систему етики, заснованої на вічних істинах.
У «Ареопагітиках» термін «теософія» використовується як синонім терміну «теологія».
Пізніше теософію стали протиставляти богослів'ю (теології), яке спирається на ідею свідоцтва, і догмати церкви. Теософією стали називати богопізнання через містичний досвід (безпосереднє спілкування з божеством в стані екстазу). Точніше: теософія — це таке вчення про божество, яке спирається на суб'єктивний містичний досвід, але, на відміну від чистої містики, прагне викласти цей досвід у вигляді зв'язкової системи. Коли теософія розуміється в такому широкому сенсі, в неї включають гностицизм, неоплатонізм, каббалу, герметизм, розенкрейцерство.
Частіше використовується більш вузький зміст слова: тоді теософією називаються містичні теорії XVI—XVIII століть, які, як правило, перебували за межами певної конфесії та церковної християнської традиції в цілому. Це теорії Якоба Беме, Парацельса, Л. К. де Сен-Мартена, Емануеля Сведенборга, Фрідріха Етінгера, Сен-Жермена. Багато теософів (наприклад, Парацельс) припускали, що теософія містить у собі не тільки містичний досвід споглядання Божества, а й розкриття таємниць зовнішньої природи і здійснення чудес (тауматургію).
У ще більш вузькому сенсі, головним чином в Росії, під терміном «теософія» розуміють доробок або так зване «вчення», основи і фрагменти якого викладені у збірці текстів О. П. Блаватської під назвою «Таємна доктрина».
У філософії Фрідріха Шеллінга термін «теософія» позначав синтез містичного богопізнання і раціональної філософії. Теософії він протиставляв «теософізм» — вид містицизму, що виключає можливість наукового пізнання.
Після Шеллінга термін «теософія» вживали як назви свого світогляду Ф. К. фон Баадер, А. Розміні («Teosofia»), Ф. Б. Трентовський («Teosofia wszyskich ludów»).
Під впливом Шеллінга, в системі Володимира Соловйова з'являється термін «вільна теософія». Вільна теософія є цілісним знанням — вищим синтезом раціонального та емпіричного знання з містичним знанням. Характеристика «вільна» підкреслює відміну від традиційної теософії: вільна теософія є творчий продукт критичної думки, досвіду і містичного одкровення.

## ВченняО.П.БлаватськоїтаТеософського товариства
Найчастіше при згадуванні терміна «теософія» розглядаються книга Олени Блаватської (збірка різних неоднорідних текстів, авторство яких Блавацька приписала собі), яка взяла на озброєння цю назву. При цьому ніякого відношення до ранніх теософських концепцій (християнський містицизм, гностицизм) неотеософія Блаватської не має і носить яскраво виражений анти-християнський характер. Досліджуючи історичні форми релігії, неотеософія прагне об'єднати різні віросповідання через тотожність езотеричного сенсу всіх релігійних символів.
Основні положення вчення викладені нижче, проте, в декількох словах його можна виразити так: в основі походження світу лежить Першопричина або Абсолют. Все існуюче у Всесвіті, в тому числі людина, несе в собі частку першопричини. Людина має можливість з'єднатися з Першопричиною. Вчення О. П. Блаватської спирається на індійську філософію (перш за все, на буддизм, індуїзм і брахманізм). Існує відома схожість між Теософією О. П. Блаватської й Теософією Беме і Плотіна.
У працях О. П. Блаватської та інших неотеософів ставилася мета врятувати від перекручення архаїчні істини, що є основою всіх релігій, розкрити їх єдину основу, вказати людині її законне місце у Всесвіті.

«…вчення Блаватської — теософія — ставило за мету довести, що Природа не є „випадкове поєднання атомів“, і вказати людині її законне місце у схемі Всесвіту; врятувати від перекручення архаїчні істини, які є основою всіх релігій; прочинити до деякої міри основне єдність, звідки всі вони походять; показати, що прихована сторона Природи ніколи ще не була доступна науці сучасної цивілізації. У вченні заперечувалося існування антропоморфного бог а-творця і утверджувалася віра в Універсальний Божественний Принцип — Абсолют, віра в те, що Всесвіт розгортається сам, зі своєї власної Сутності, не будучи створеним. Найважливішим для теософії Блаватська вважала очищення душ, полегшення страждань, моральні ідеали, дотримання принципу Братства людства. Блаватська називала себе не творцем системи, а лише провідником Вищих Сил, зберігачем потаємних знань Вчителів, Махатм, від яких вона отримала всі теософські істини».

Завдяки діяльності «Теософічного товариства», заснованого О.Блаватською та іншими в 1875 році в Нью-Йорку, теософія стала розповсюджуватися в різних країнах світу в середовищі інтелігенції — переважно в Азії, а також у США, країнах Європи та в Російській Імперії. На початку 1910-х у світі видавалося 50 теософічних журналів, у тому числі й на території сьогоднішньої України: «Вісник теософії», «Теософічний огляд», «Теософське життя».
Одні дослідники відносять вчення О.Блаватської до релігійної філософії, інші — до містичної філософії, треті — до езотеричних вчень, четверті — до космізму.
Теософія Блаватської викликала великий резонанс у суспільстві. У ХХІ столітті регулярно проводяться наукові конференції, присвячені теософії, наприклад, щорічна науково-практична конференція у Дніпрі «О. П. Блаватська і сучасність».

## Основні положення теософії

### Походження Всесвіту
Вихідною точкою Всесвіту є «Непізнаване», невимовний Абсолют, безособовий Принцип, завдяки якому все стало. Вищу тріаду складають непроявлений Логос, Потенційна мудрість і Вселенська Мислеоснова. Сходження в світ божественних енергій здійснюється через сфери прояву Логосу, потім через плани: духовний, психічний, астральний і матеріальний.

### Людина
Людина — відображення проявленого Абсолюту (мікрокосм), і його справжнє внутрішнє «Я» вічне і єдине з Божественним «Я» Всесвіту.

### Вчення прореінкарнацію
«Еволюція людини відбувається шляхом численних втілень, в яких він набуває досвід, знання і самопожертвування життям, служінням людям стає активним учасником божественного перетворення та будівництва на Землі й у Всесвіті. <…> Гносеологічна доктрина теософії спирається на вчення про карму, перевтілення, закон жертви і сходженні людини до свого істинного „Я“, і укладеним у вищій Триєдності „Атма-Будга-Манас“. Людина, що вступила на шлях самовдосконалення і збагнення Божественної Мудрості, зустрічає, за теософією, безліч перешкод і небезпек: тільки чисте, вогняне серце здатне встояти під натиском стихій і витримати вплив нижчих бажань, пристрастей, думок».

### ЗаконКарми— закон причин і наслідків
У теософії Блаватської закон карми розглядається з погляду гармонії і злагоди з законами природи:
 Єдиний закон карми, закон вічний і незмінний, це гармонія у світі матерії, настільки ж абсолютна, яка вона у світі духу. З цього випливає, що не карма нагороджує або карає нас, але ми самі нагороджуємо або караємо себе в залежності від того, працюємо ми разом з природою, перебуваючи в гармонії з її законами, або ж порушуємо їх.

### Філософська концепція
В основі концепції теософії знаходиться сімковий принцип: 7 планів буття, 7 принципів людини, 7 еволюціонуючих рас й ін.

### Соціально-історична концепція
Соціально-історична концепція теософії будується на ідеї «Всесвітнього Братства Людства», яка є провідною в усіх світових навчаннях (Сангха буддизму, Умма ісламу, Громада християнства та ін.)